# Calycomyza verbenivora
Calycomyza verbenivora este o specie de muște din genul Calycomyza, familia Agromyzidae, descrisă de Spencer în anul 1963.
Este endemică în Venezuela. Conform Catalogue of Life specia Calycomyza verbenivora nu are subspecii cunoscute.